# 선조실록
《선조소경대왕실록》(宣祖昭敬大王實錄) 또는 《선조실록》(宣祖實錄)은 1567년 음력 7월부터 1608년 음력 2월까지 조선 선조 시대의 사실을 기록한 실록이다. 총 221권 116책으로 구성되어 있으며, 《조선왕조실록》의 일부를 이룬다.
한편 《선조실록》은 훗날 기사의 질적 문제와 당파의 영향으로 인해 그 내용을 수정하여 다시 편찬되었으며, 이를 《선조소경대왕수정실록》(宣祖昭敬大王修正實錄) 또는 《선조수정실록》(宣祖修正實錄)이라고 한다. 총 42권 8책으로 구성되어 있으며, 역시 《조선왕조실록》의 일부를 이룬다. 《선조수정실록》에 대한 내용도 본 항목에서 함께 서술한다.

## 개요

### 《선조실록》
1567년(선조 즉위년) 음력 7월부터 1608년(선조 40년) 음력 2월까지 총 40년 7개월간의 선조 시대의 역사적 사실을 편년체로 기록한 실록이다. 총 221권 116책으로 구성되어 있으며, 《조선왕조실록》의 일부를 이룬다. 정식 명칭은 《선조소경대왕실록》이다.
임진왜란 중인 1595년(선조 28년)에 이미 1592년(선조 25년) 이전의 사초 소실 문제가 지적되어, 정경세는 사관이나 각 지방관들의 기억에 바탕해 사초를 쓰거나, 개인의 야사, 조보, 정목 들을 수집할 것을 건의하였다. 그러나 이 건의에도 불구하고 사초 수집은 제대로 이루어지지 않았고, 그나마 유희춘의 《미암일기》나 이정형의 《동각잡기》 등만 춘추관에 모인 것으로 보인다.
한편 선조 승하 이듬해인 1608년(광해군 즉위년) 음력 9월 실록청의 설치를 건의하면서 편찬 논의가 이루어지고, 1609년(광해군 1년) 음력 7월 12일 본격적으로 편찬을 시작하였다. 그러나 이때에도 사초 부족 문제는 심각해서, 해조를 통해 사대부가 보고 들은 것을 기록한 것이나 개인이 남긴 일기를 사료로 쓰도록 하였다. 이에 광해군은 명나라 사신이 귀국하면 실록 편찬을 시작하도록 지시하였다. 한편 사료의 부족 문제는 이후에도 몇 차례 지적되었으며, 이에 춘추관에 보관하던 유희춘이나 이정형의 일기 등을 참고하고자 하였으나 임진왜란 이전의 일에 대해서는 기록한 내용이 매우 적다는 평을 들었다. 그 외에도 이미 사망한 관원들이 남긴 개인 일기들도 모두 찾아내어 사료로 쓰도록 하였으며, 각 부서와 지방에 있는 공문서들까지도 실록 편찬을 위해 동원되었다. 한편 이 내용들을 기록한 《광해군일기》에서는, 사관 4명이 선조 시대의 사초를 불에 태우고 도망갔기에 이렇게 됐다고 지적하였다. 또 이러한 사초 편중 문제로 인해 임진왜란 이후의 일을 기록한 실록이 그 이전의 일을 기록한 실록보다 먼저 제작되었다.
1611년(광해군 3년) 음력 3월에는 실록 편찬 작업이 더디자 사헌부에서 실록 편찬자들의 근무 기강을 잡도록 하는 상소를 올리기도 하였다. 결국 실록 편찬은 작업 시작으로부터 7년 4개월이 지난 1616년(광해군 8년) 음력 11월에 완료하였다.
편찬관은 영사에 기자헌, 감사에 이항복, 지사 17명, 동지사 24명, 편수관 48명, 기주관 52명, 기사관 81명 등 총 224명이다. 한편 총재관은 원래 서인 출신의 이항복이었으나, 후에 북인 출신의 기자헌으로 교체된 것이다.
이후 1929년부터 1932년에 걸쳐 경성제국대학에서 영인본을 간행하였고, 1955년부터 1958년까지 대한민국 국사편찬위원회에서도 영인본을 간행하였다.

### 《선조수정실록》
《선조실록》의 내용을 수정하기 위해 편찬한 실록으로, 총 42권 8책으로 구성되어 있다. 표지에는 《선조소경대왕수정실록》(宣祖昭敬大王修正實錄)으로 쓰여 있으며, 역시 《조선왕조실록》의 일부를 이룬다. 《선조수정실록》은 기존에 편찬된 실록이 개수된 최초의 사례이다.
1641년(인조 19년) 당시 대제학 이식이 《선조실록》의 개수를 건의하면서 편찬 논의가 시작되었다. 당시 이식은 《선조실록》을 북인인 기자헌, 이이첨, 박건 등이 편찬하여 일부 기록은 삭제하고 없는 사실을 적는 등 그 사실 관계가 잘못된 것이 많고, 이이첨이 좋아하던 사람은 성인처럼 기록하고 미워하던 사람은 매도하는 등의 기록이 있다고 하였다. 또 《선조수정실록》의 수정 범례에 의하면 임진왜란 이전 기사가 지나치게 적은 것 또한 문제가 되었던 듯 하다. 이에 인조가 이식이 개수를 전담하는 방식으로 이를 윤허하였으나, 당시 실록의 개수를 한 사람이 담당할 수는 없다고 하여 사관을 지낸 이들의 집에서 사초를 수집하도록 하였다. 이어 1643년(인조 21년) 음력 5월 본격적으로 편찬이 개시되었고, 이식과 검열 심세정이 적상산사고에 내려가 《선조실록》의 잘못된 곳을 뽑아와 보고하였다. 그러나 1646년(인조 24년) 이식이 파직되고 이듬해 사망하면서 실록 개수 작업은 중단되었다. 당시 이식의 졸기에는 실록 개수를 주창하였으나 이루지 못 하고 죽은 것을 사람들이 애통해했다고 적고 있다.
한편 실록의 개수는 효종 즉위 후로 미뤄졌고, 1649년(효종 즉위년) 실록의 개수를 다시 시작하고자 하였으나 이루어지지 못 했다. 이후 1657년(효종 8년) 경덕궁에 실록 개수를 위한 관청을 설치하여 김육에게 총괄하게 하였으며, 이어 관청의 이름을 실록수정청이라 하였다. 그리고 그 해 음력 9월 30일 마침내 실록 개수를 완료하였다. 한편 《선조수정실록》의 부록에는 실록 수정의 범례와 실록 수정에 참가한 채유후의 후기 등이 함께 실려 있다.
원래 당쟁이 생기기 이전의 실록은 비교적 공정하게 서술되어 있었으나, 당쟁 발생 이후의 실록은 당파의 성향에 의해 실록이 수정되는 일이 몇 차례 발생하게 된다. 이후 실록이 개수된 예로 《현종개수실록》과 《경종수정실록》 등을 들 수 있다. 한편 《선조수정실록》의 완성 이후에도 기존의 《선조실록》 역시 그대로 보존되어 기사의 비교가 가능하다. 이 실록 역시 1955년부터 1958년에 걸쳐 국사편찬위원회에서 영인본을 간행하였다.

## 특징 및 평가

### 《선조실록》
- 임진왜란으로 인한 사료 부족으로 인하여, 《선조실록》의 임진왜란 이전의 기사는 아예 기록되지 않은 달이 있는 등 부실한 면이 많다. 한편 임진왜란 이후의 기사는 사초 보관이 가능하기는 했으나, 기사가 조잡하거나 당파 성향에 의해 공정하지 않게 기록된 경우가 있다. 이에 따른 권수의 편차도 커서, 선조 즉위 때부터 1592년 음력 3월까지 약 25년분의 실록은 26권에 불과하나, 임진왜란 이후부터 선조 승하 때까지 약 16년분의 기사는 무려 195권이나 된다. 이로 인해 《선조실록》은 역대 실록 중 가장 질이 떨어진다는 평가를 받기도 한다.[8]
- 《선조실록》의 활자는 갑인자체 목활자와 을해자[주 2]체 목활자, 새로 제작된 목활자 등이 쓰여 여러 글씨체가 섞여있다. 특히 임진왜란 때 새로 인쇄한 이전 왕의 실록들의 활자에는 주자가 섞여있어 인쇄 상태가 깨끗한 편이나, 《선조실록》은 모두 목활자인데다가 그 새김도 거칠어 인쇄가 조잡하다. 한편 이전 왕의 실록에 사용된 활자들도 포함하여 모두 "선조실록자"로 일컬었으나, 한국학중앙연구원은 《선조실록》의 인쇄에 쓰인 목활자만 "선조실록자"로 칭하는 것이 맞다는 견해를 보인다.[20]

### 《선조수정실록》
- 《선조수정실록》의 권수가 42권인 것은 1년 분의 기사를 1권으로 만들었기 때문이다. 이 중 선조 즉위년부터 재위 29년까지 총 30권은 이식이, 재위 30년부터 재위 41년까지 총 12권은 효종 때 김육, 채유후 등이 편찬한 것이다.[19]
- 1657년 《선조수정실록》 편찬의 전말을 기록한 의궤인 《선조대왕실록수정청의궤》가 간행되었다.[21]
- 《선조수정실록》의 활자는 《선조실록》의 활자보다 크기가 조금 더 크고 경오자[주 3]체인 "인조실록자" 계통을 사용하였다.[20]